# Centro didattico nazionale
Il Centro e Museo Didattico Nazionale è una biblioteca di documentazione pedagogica con accesso in via Michelangelo Buonarroti 10 a Firenze. Creato in un palazzo già dei Gerini, fu ristrutturato nel 1941, con gli arredi interni di Giovanni Michelucci. Il complesso occupa un intero isolato con dei giardini, oggi pubblici, sia su lato su piazza dei Ciompi che su quello su via dell'Agnolo.
Nel ventunesimo secolo l'edificio ospita la sede principale dell'Istituto nazionale di documentazione per l'innovazione e la ricerca educativa (INDIRE, ex-ANSAS).

## Storia
Nel Quattrocento qui sorgevano alcune case della famiglia degli architetti Fioravanti (come il vicino palazzo Lapi) che, nel 1451, dovettero cederne una a Ottaviano Gerini, per crediti vantati da quest'ultimo nei confronti di Neri di Fioravanti. Successivamente l'intera proprietà passò ai Gerini che vi abitarono fino al XIX secolo, quindi fu acquisita dal Comune di Firenze. Alla metà dell'Ottocento era destinata agli uffici della Delegazione di Santa Croce e, successivamente, fu sede del locale Commissariato di Pubblica Sicurezza e di una caserma di Carabinieri.
Nel 1937 venne fondato a Firenze, con il patrocinio del ministro Giuseppe Bottai, il Museo nazionale della Scuola, al quale venne associato nel 1941 il "Centro didattico nazionale", diretto dal professor Nazareno Padellaro, coadiuvato da Piero Bargellini in qualità di vice direttore. Nello stesso anno venne assegnata all'Istituto, fino ad allora alloggiato in tre ampie sale della Facoltà di Scienze politiche e sociali in via Laura, la nuova definitiva sede di palazzo Gerini in Santa Croce. Lo storico edificio medievale fu consolidato e restaurato dall'architetto Ezio Zalaffi, allora capo dell'Ufficio di Belle Arti, che, tra le altre cose, ridisegnò anche la nuova facciata "rinascimentale" sul fronte rivolto verso est. Il progetto del 1941 prevedeva anche la costruzione di un edificio adiacente a Palazzo Gerini, ma l'ampliamento non fu mai realizzato a causa della guerra.

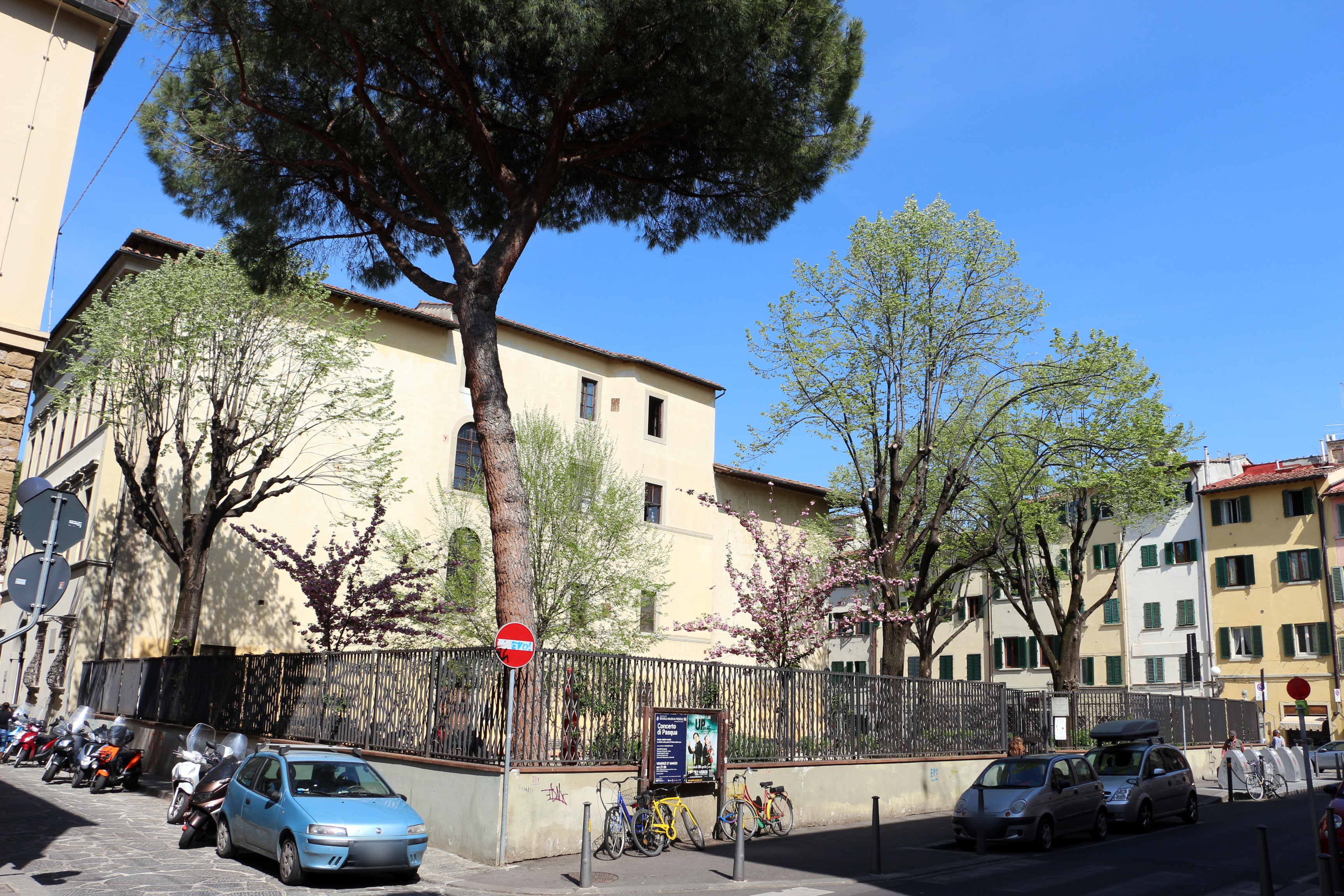
Il giardino

A Giovanni Michelucci venne affidato il progetto architettonico degli interni che egli realizzò in collaborazione con alcuni promettenti allievi quali Leonardo Ricci e Giuseppe Giorgio Gori, figlio dell'ebanista Gregorio Gori che, nella sua bottega di via della Dogana, costruì tutti gli arredi del Centro Didattico Nazionale.
Allo stesso Michelucci si deve anche il progetto per il previsto ampliamento non realizzato, i cui disegni sono attualmente conservati presso gli archivi della stessa Biblioteca di documentazione pedagogica.
Ingenti i danni subiti dagli arredi, soprattutto quelli del piano terra, in seguito all'alluvione del 1966. I pezzi superstiti, sopravvissuti alla furia devastatrice dell'Arno, sono stati smembrati e dislocati in altri ambienti dell'edificio, mentre alcuni si trovano ora alla Fondazione Giovanni Michelucci di Fiesole. Ancora esistente, quasi integralmente, il mobilio delle stanze del primo e secondo piano, sebbene, in alcuni casi, riadattato all'attuale nuova funzione dell'Istituto.
Sebbene gli arredi progettati da Michelucci per il Museo e il Centro didattico non siano più tutti visibili nella loro collocazione originaria, è possibile, comunque, apprezzarne ancora oggi una discreta parte negli attuali ambienti di palazzo Gerini, che dal 1980 ospita la Biblioteca di Documentazione Pedagogica. Lo stato originario degli arredi delle varie sale è documentato dalle foto presenti nella "Guida D. Annuario della scuola e della cultura", pubblicato a cura di G. Gozzer nel 1951.

## Descrizione
L'attuale facciata su via Michelangelo Buonarroti (fatti salvi gli interventi novecenteschi durante i quali vari elementi furono ridisegnati) presenta caratteri sostanzialmente settecenteschi. Il cortile, invece, mostra ancora notevoli capitelli corinzi databili al Quattrocento maturo. L'affaccio su borgo Allegri è frutto della costruzione ex novo di questa porzione della fabbrica, ottenuta previo abbattimento delle antiche costruzioni situate a tergo del palazzo, sempre su progetto di Ezio Zalaffi ma in stretta osservanza delle forme rinascimentali, compresa l'altana, al tempo molto elogiata nel suo restituire i caratteri propri della tradizione architettonica fiorentina.
Sulla facciata principale è uno scudo con l'arme dei Gerini (di rosso, a tre catene poste in banda d'oro, e al capo del secondo, caricato da un corno di caccia del primo) e una memoria, posta nel 1982, in ricordo del pedagogista Giovanni Calò. I fianchi dell'edificio prospettano attualmente su due spazi a giardino, uno intitolato a Alessandro Chelazzi che guarda a via dell'Agnolo, l'altro all'artista circense Evaristo Caroli detto il Gratta, che guarda a piazza dei Ciompi.
| GIOVANNI CALÒ PEDAGOGISTA INSIGNE MAESTRO NELL'ATENEO FIORENTINO FONDATORE DEL MUSEO NAZIONALE DELLA SCUOLA PROMOTORE DEL CENTRO DIDATTICO NAZIONALE IN QUESTO PALAZZO PER LUNGHI ANNI OPERÒ PER IL PROGRESSO DELLA SCIENZA PEDAGOGICA IL COMUNE DI FIRENZE NEL CENTENARIO DELLA NASCITA 24 DICEMBRE 1982 |

### Gli arredi di Michelucci
I mobili, distribuiti nei tre piani dell'edificio, e riadattati in funzione della nuova destinazione, testimoniano una delle esperienze più mature e significative di Michelucci come disegnatore di mobili, tappa che prelude la successiva attività del maestro nel campo della produzione industriale. In essi può dirsi sintetizzata la lezione che lo stesso Michelucci impartiva ai suoi allievi quando dal 1936 ebbe la cattedra di Architettura degli Interni all'Università di Firenze, ossia la necessità di creare un rapporto organico tra l'arredamento e lo spazio architettonico deputato a contenerlo.
Gran parte dei mobili sono realizzati con legni pregiati come il noce, il ciliegio e la porrina, tutti accomunati da un'elevata qualità della lavorazione artigianale, che si manifesta soprattutto nella cura del dettaglio e nella tendenza a valorizzare le venature delle varie essenze.
Tra i pochi arredi recuperati del piano terra restano le panche e gli espositori-contenitori sistemati nell'atrio d'ingresso, e qualche sedia, un tavolino ed una libreria a vetri nella sala prospettante il cortile interno.
Al primo piano, dove i locali hanno mantenuto quasi integralmente l'arredamento originale, è possibile osservare ancora alcuni complessi di pregevole qualità come quello della Biblioteca, della Sala della Presidenza, del Salone delle adunanze, della Sala dell'educazione tecnica e degli Istituti industriali. Ciascuno di questi ambienti presenta un arredamento assolutamente funzionale e perfettamente integrato nell'involucro architettonico che lo accoglie; ogni spazio è modellato in relazione alla propria destinazione d'uso e spesso intervengono, a fare da cornice al mobilio, decorazioni parietali a tema, come il pergolato popolato da uccelli nella Sala dell'istruzione agraria, lo zodiaco dipinto sul soffitto della Sala degli Istituti Nautici e il trompe l'oeil nella Sala della Presidenza, che allude alla memoria degli studioli rinascimentali.
L'essenzialità e la sobrietà delle forme non escludono modellature della materia in linee curve e morbide; ricorrono frequentemente bordi e spigoli stondati, maniglie nascoste, superfici convesse. Tra i motivi conduttori emerge principalmente il tema delle colonne che si ritrovano negli schienali delle panche, nelle librerie come sostegno dei ripiani, nella Biblioteca dove due gruppi di colonne binate portano il piano soppalcato che copre metà dell'ambiente.
Superata la reazione agli eccessi decorativi dell'eclettismo e all'accademismo dei maestri, Michelucci abbandona le forme spigolose e rigide della produzione degli anni '20 per concedersi ad una lavorazione più libera che traduce e reinterpreta la tradizione in chiave moderna.

## Fortuna critica

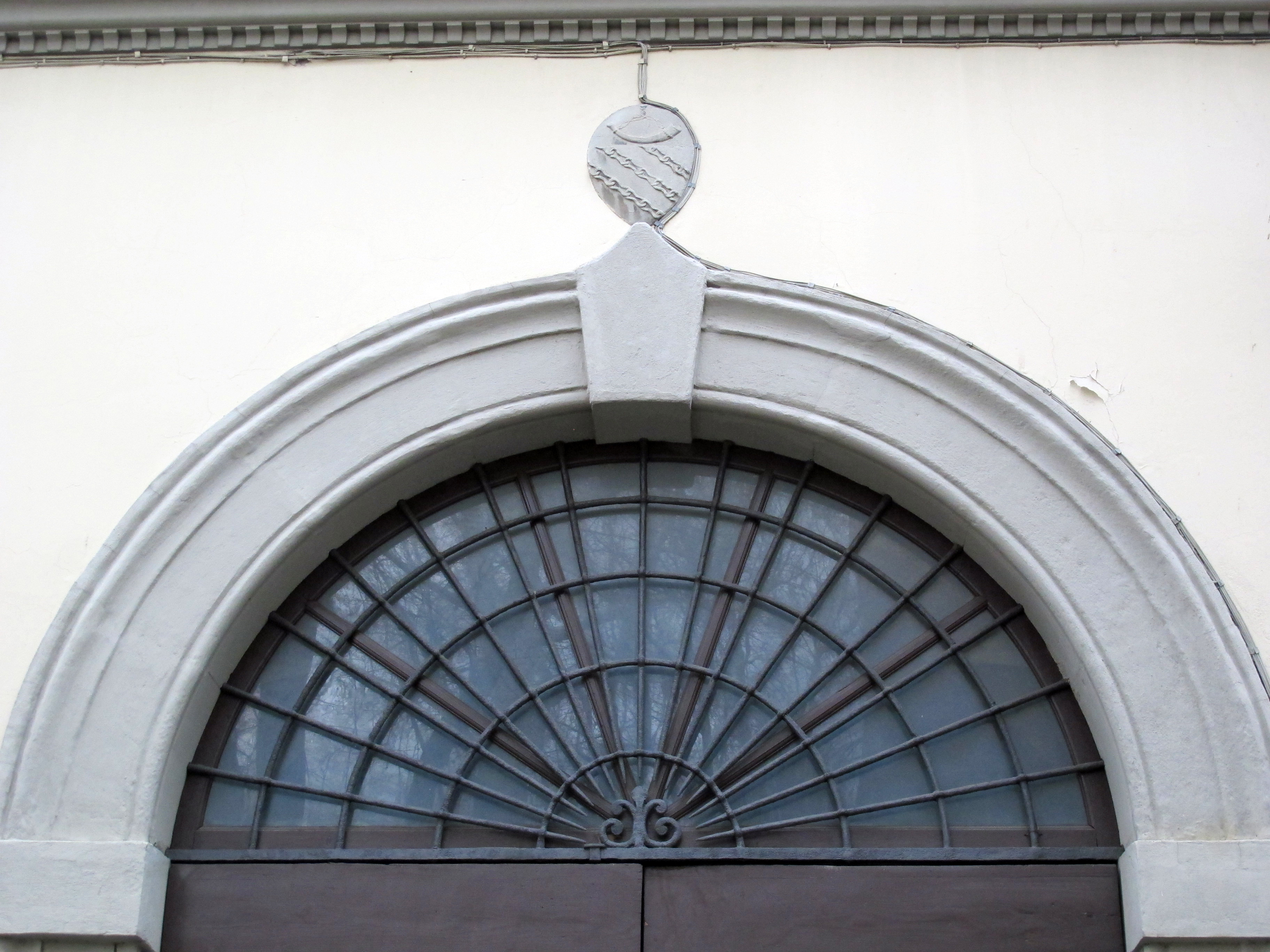
Stemma Gerini

Sull'arredamento di Palazzo Gerini sono stati pubblicati alcuni articoli; tuttavia i giudizi storici e critici espressi in proposito non sempre sono sufficienti ad esaurire i molteplici aspetti di questa imponente opera di design. Un recente valido contributo ci è dato dalla prof.ssa Dora Liscia Bemporad che, in continuità con la lettura offerta da Giovanni Klaus Koenig - che definisce questa esperienza come una grande lezione di architettura moderna -, ha il merito di collocare l'opera di Michelucci all'interno di un percorso critico, che mettendo al vaglio la cospicua produzione degli anni giovanili dell'architetto, ne fa comprendere appieno lo spirito avveniristico.